# Iglesia de San Nicolás (Segovia)
La iglesia de San Nicolás es un templo de la ciudad española de Segovia, sin culto.

## Descripción

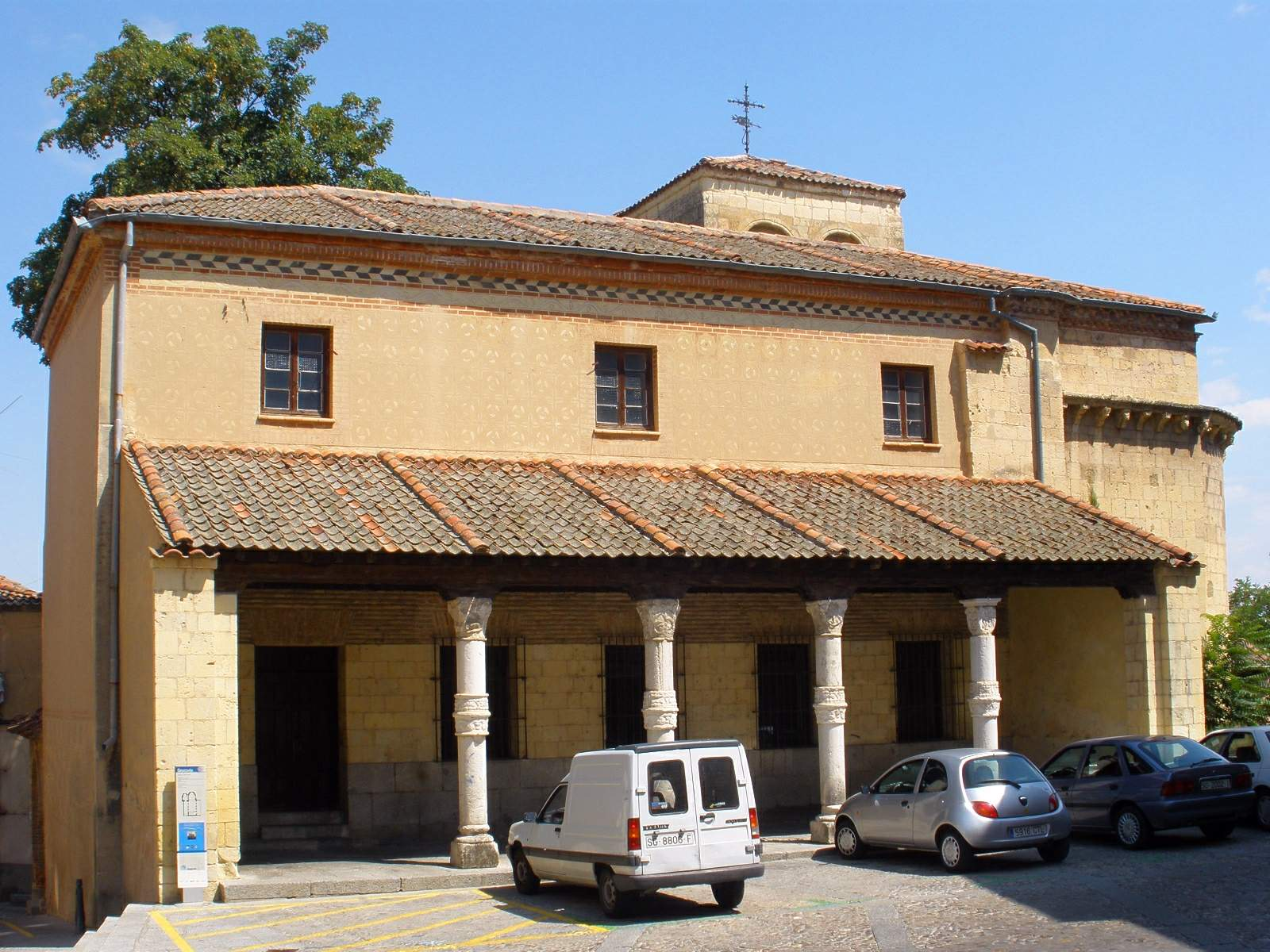
Iglesia

Se encuentra en la ciudad castellanoleonesa de Segovia, en la plaza de San Nicolás, cerca del paseo del Obispo, en las inmediaciones de la muralla y de la puerta de San Cebrián. Su origen se remontaría al siglo XII.
Es otra de las iglesias románicas de la ciudad, y ya hacia 1906 solo conservaba una nave, dos ábsides en buen estado y una torre rebajada. Por entonces solo tenía culto en las grandes festividades. El interior es espacioso y su retablo renacentista. En ella iglesia habría sido bautizada Isabel Alvarado y Avellaneda. Propiedad del Ayuntamiento de Segovia, en 1987 pasó a ser usada como taller de teatro.
Gil y Fidalgo citaba a comienzos del siglo XX, como colección de la iglesia, diversas pinturas y esculturas, entre ellas de san Pedro, san Pablo y san Gerónimo. Los mejores cuadros serían para este autor un crucifijo y un San Julián.